# Стальное (Роскошное)
Стально́е (до 1948 года Сеи́т-Була́т; укр. Стальне, крымскотат. Seyit Bolat, Сейит Болат) — упразднённое село в Джанкойском районе Республики Крым, располагавшееся на юго-западе района, присоединённое к Роскошному. Фактически село находилось в 1,5 километрах к юго-западу от современного Роскошного, так что, видимо, имело место не присоединение, а объединение со сносом Стального.

### Динамика численности населения
| - 1806 год — 189 чел. - 1864 год — 9 чел. - 1892 год — 7 чел. | - 1902 год — 17 чел. - 1915 год — 39 чел. - 1926 год — 226 чел. |

## История
Первое документальное упоминание села встречается в Камеральном Описании Крыма… 1784 года, судя по которому, в последний период Крымского ханства Сеит Балат входил в Караул кадылык Перекопского каймаканства. После присоединения Крыма к России (8) 19 апреля 1783 года, (8) 19 февраля 1784 года, именным указом Екатерины II сенату, на территории бывшего Крымского Ханства была образована Таврическая область и деревня была приписана к Перекопскому уезду. После Павловских реформ, с 1796 по 1802 год, входила в Перекопский уезд Новороссийской губернии. По новому административному делению, после создания 8 (20) октября 1802 года Таврической губернии, Сеит-Булат был включён в состав Бозгозской волости Перекопского уезда.
По Ведомости о всех селениях в Перекопском уезде состоящих с показанием в которой волости сколько числом дворов и душ… от 21 октября 1805 года в деревне Сеит-Булат числилось 25 дворов, 186 крымских татар и 3 ясыров. На военно-топографической карте генерал-майора Мухина 1817 года деревня Сеит полат обозначена с 24 дворами. После реформы волостного деления 1829 года Сеит Булат, согласно «Ведомости о казённых волостях Таврической губернии 1829 года» отнесли к Эльвигазанской волости. На карте 1836 года в деревне 20 дворов, как и на карте 1842 года.
В 1860-х годах, после земской реформы Александра II, деревню включили в состав Бурлак-Таминской волости. В «Списке населённых мест Таврической губернии по сведениям 1864 года», составленном по результатам VIII ревизии 1864 года, Сеит-Булат — владельческая деревня с 2 дворами и 9 жителями при балкѣ Караулѣ. По обследованиям профессора А. Н. Козловского начала 1860-х годов, вода в колодцах деревни была пресная, а их глубина колебалась от 8 до 10 саженей (16—21 м). На трёхверстовой карте Шуберта 1865—1876 года в деревне обозначено 11 дворов). Затем, видимо, вследствие эмиграции крымских татар, особенно массовой после Крымской войны 1853—1856 годов, в Турцию, деревня опустела и в «Памятной книге Таврической губернии 1889 года» Сеит-Булат не значится.
Вновь в доступных источниках селение Сеит-Болат встречается в конце XIX века. После земской реформы 1890 года деревню отнесли к Александровской волости. Согласно «…Памятной книжке Таврической губернии на 1892 год», на хуторе Сеит-Болат, не входившем ни в одно сельское общество, числилось 7 жителей в 1 домохозяйстве, а по «…Памятной книжке Таврической губернии на 1902 год» в деревне числилось 17 жителей в 1 дворе (возможно, это был немецкий лютеранский хутор Вальтеровка).
По Статистическому справочнику Таврической губернии. Ч.II-я. Статистический очерк, выпуск пятый Перекопский уезд, 1915 год, на хуторе Сеит-Болат (бывшая Вальтеровка, Вальтера Лютца) Александровской волости Перекопского уезда числился 1 двор с немецким населением в количестве 39 человек приписных жителей.
После установления в Крыму Советской власти, по постановлению Крымревкома от 8 января 1921 года № 206 «Об изменении административных границ» была упразднена волостная система и в составе Джанкойского уезда (преобразованного из Перекопского) был создан Джанкойский район. В 1922 году уезды преобразовали в округа. 11 октября 1923 года, согласно постановлению ВЦИК, в административное деление Крымской АССР были внесены изменения, в результате которых округа были ликвидированы, основной административной единицей стал Джанкойский район и село включили в его состав. Согласно Списку населённых пунктов Крымской АССР по Всесоюзной переписи 17 декабря 1926 года, в селе Сеит-Булат, центре упразднённого к 1940 году Сеит-Булатского сельсовета Джанкойского района, числился 51 двор, из них 40 крестьянских, население составляло 226 человек, из них 173 немца, 35 украинцев, 15 русских, 1 болгарин, 1 еврей, действовала немецкая школа. После образования в 1935 году еврейского национального Лариндорфского село включили в его состав. Вскоре после начала Великой Отечественной войны, 18 августа 1941 года крымские немцы были выселены, сначала в Ставропольский край, а затем в Сибирь и северный Казахстан.
С 25 июня 1946 года Сейт-Булат в составе Крымской области РСФСР. Указом Президиума Верховного Совета РСФСР от 18 мая 1948 года, Сеит-Булат переименовали в Стальное. 26 апреля 1954 года Крымская область была передана из состава РСФСР в состав УССР. Время передачи села в Джанкойский район и включения в Роскошненский сельсовет пока не установлено: на 15 июня 1960 года село уже числилось в его составе. К 1968 году Стальное присоединили к Роскошному (согласно справочнику «Крымская область. Административно-территориальное деление на 1 января 1968 года» — в период с 1954 по 1968 годы).